# Château de Gräpplang
Le château de Gräpplang, appelé en allemand Burg Gräpplang, est un château fort situé sur le territoire de la commune saint-galloise de Flums, en Suisse.

## Histoire
Situé sur un éperon rocheux surplombant la vallée de Seez, le site a été habité depuis la préhistoire et l'Âge du bronze comme l'ont montré différentes fouilles réalisées sur place.
C'est au XIIe siècle qu'un château y est construit afin de contrôler la route reliant les cols grisons à Zurich en passant par le lac de Walenstadt. Le site se compose d'un fort central, plus ancien et d'un avant-fort, les deux bâtiments séparés par un fossé transversal. Le donjon du fort central sera aménagé à plusieurs reprises pour compter jusqu'à 5 étages d'habitation.
Propriété du diocèse de Coire à sa fondation, le château passa entre plusieurs mains dès la fin du XIIIe siècle, en particulier à la ville de Zurich. Attaqué par les confédération des XIII cantons lors de l'ancienne guerre de Zurich, il devient propriété de la Ligue de la Maison-Dieu qui le vend en 1528 à Ludwig Tschudi, frère du chroniqueur Aegidius Tschudi. Partiellement démoli en 1804, il est classé comme bien culturel suisse d'importance nationale. Depuis 1923, la commune est propriétaire des ruines.

## Sources
- (de) Cet article est partiellement ou en totalité issu de l’article de Wikipédia en allemand intitulé « Burg Gräpplang » (voir la liste des auteurs).